# Тефа
Тефа (англ. Tefa Island) — населённый остров в Папуа — Новой Гвинее. Расположен к северо-востоку от Новой Ирландии в группе островов Бисмарка. Административно входит в состав провинции Новая Ирландия региона Айлендс.

## География
Вместе с Малендоком, Боангом, Лифом, Битликом и Битбоком образует архипелаг Танга, из которых Тефа — самый южный. От своего ближайшего соседа, острова Лиф, отделён небольшим проливом, который во время отлива можно перейти вброд.
Тефа — небольшой остров вулканического происхождения площадью около 4 км². Высшая точка — 100 метров над уровнем моря.
На острове проживает менее 3 % населения архипелага Танга. Имеется всего одна деревня.